# Stepmania
Stepmania är ett fritt rytmbaserat datorspel till Windows, GNU/Linux och Mac OS. Spelet är baserat på arkadspelen Dance Dance Revolution och går ut på att med hjälp av piltangenterna (eller annan styrenhet) träffa av pilar i takt till musik. Till Stepmania kan man använda antingen en dansmatta som man ansluter till datorns USB-port, eller tangentbordet. Att spela med en dansmatta är svårare, men å andra sidan har låtar anpassade för tangentbord en högre svårighetsgrad.
För att spela en låt i Stepmania, så behöver programmet ha information om vilka pilar som ska finnas i låten. Denna information kan skapas eller redigeras i en inbyggd funktion i Stepmania. Formatet som används är .sm, men även .dwi-filer stöds. (DWI - Dance With Intensity - är en annan DDR-simulator som idag tappar anhängare.) Dessa filer, ofta även tillsammans med tillhörande mp3-fil, laddas sedan ner över Internet.